# Gianni e il Quin Jolly
Gianni e il Quin Jolly sono stati un complesso musicale italiano attivo tra la fine degli anni quaranta e i primi anni sessanta; alcuni dischi sono stati pubblicati con la denominazione Quin Jolly canta Gianni.

## Storia del gruppo
Il gruppo nasce a Ferrara per iniziativa del batterista Gianni Galavotti, e inizia a esibirsi nei locali della regione fino a ottenere il contratto discografico con la Parlophon.
Il gruppo si specializza in ritmi sudamericani come il mambo e il bajon, con testi allegri e umoristici ed è attivo dal vivo fino ai primi anni '60.
Nel 2021 alcuni brani del gruppo, recuperati dai vecchi 78 giri e restaurati, sono stati resi disponibili in un album digitale.

## Formazione
- Gianni Galavotti: voce, batteria
- Filippo Pellicani: sax tenore
- Athos Poletti: sax contralto e clarinetto
- Enzo Sgarra: tromba
- Joe Cusumano: chitarra
- Franco Moretti: contrabbasso
- Evasio Roncarati: pianoforte
- Ivo Vezzani: fisarmonica
- Bonetti (si ignora il nome): violino
- Elio Bigliotto: voce

## Discografia parziale

### Album
- 1955 - Gianni e il Quin Jolly (Parlophon, PMDQ 8005)
- 1957 - Gianni e il Quin Jolly (Parlophon, PMFQ 75003)

### EP
- 1956 - Gianni e il Quin Jolly (Parlophon, QDDSE 3919)
- 1956 - Gianni e il Quin Jolly (Parlophon, QMSE 45021)
- 1958 - Mambo X (Odeon, MSOE 31.163)
- 1958 - Sol Amarillo (Odeon,  DSOE 16.167)
- 1960 - Gianni e il Quin Jolly  (Smeraldo, S 5004)

### Singoli

#### 78 giri
- 1954 - Baffi.../Que Dira La Gente (Parlophon, TT 9722)
- 1954 - Cristina non lo fa/Parasido faraon (Parlophon, TT 9725)
- 1954 - La Pansè/Buona Pasqua (Parlophon, TT 9755; pubblicato come Quin Jolly canta Gianni)
- 1954 - Arriva la corriera/Nicolito' (Parlophon, TT 9761; pubblicato come Quin Jolly canta Gianni)
- 1954 - La donna riccia/Mogambo' (Parlophon, TT 9775; pubblicato come Quin Jolly canta Gianni)

#### 45 giri
- 1960 - Mambo alfabetico/Venus (Smeraldo, SR 5008)